# Zhou Yafei
Zhou Yafei (chiń. 周雅菲; pinyin Zhōu Yǎfēi; ur. 17 stycznia 1984 w Qingdao) – chińska pływaczka specjalizująca się w stylu motylkowym, brązowa medalistka olimpijska, wicemistrzyni świata.
Największy indywidualny sukces odniosła w mistrzostwach świata w 2009 w Rzymie zdobywając brązowy srebrny medal w wyścigu na 50 m stylem motylkowym. Jest brązową medalistką olimpijską z Pekinu w wyścigu sztafetowym 4 x 100 m stylem zmiennym.